# Papieski Instytut Wschodni
Papieski Instytut Wschodni w Rzymie (Pontificio Istituto Orientale) – Papieski Instytut Wschodni, Rzym / Pontificio Istituto Orientale, Roma (rok założenia 1917).
Papieski Instytut Wschodni (znany także jako Papieski Instytut Studiów Wschodnich, Orientale, PIO) jest wyższą uczelnią katolicką w Rzymie, w której podejmowane są badania naukowe i prowadzona jest edukacja w zakresie studiów nad chrześcijańskim Wschodem.
Idea utworzenia szkoły wyższej na potrzeby Kościołów wschodnich zrodziła się już w czasach Leona XIII; w życie prowadził ją jednak dopiero papież Benedykt XV w roku 1917.
Orientale, wraz z dwoma innymi uczelniami rzymskimi, mianowicie Papieskim Uniwersytetem Gregoriańskim (założony w 1551) i Papieskim Instytutem Biblijnym (założony w 1909), tworzy konsorcjum. Wszystkie trzy instytucje kierowane są przez Towarzystwo Jezusowe i podlegają bezpośrednio Stolicy Apostolskiej. Wielkim Kanclerzem Orientale jest prefekt Kongregacji ds. Kościołów Wschodnich a jego Wicekanclerzem – generał Towarzystwa Jezusowego. Z kolei Kongregacja ds. Edukacji Katolickiej zatwierdza program akademicki Orientale.
W roku akademickim 2018-2019 liczba studentów Orientale wynosiła 351 na Wydziale Kościelnych Nauk Wschodnich (SEO) i 71 na Wydziale Kościelnego Prawa Wschodniego (DCO); razem 422, z czego 242 to studenci zewnętrzni. Ponadto, około 400 naukowców każdego roku korzysta z zasobów biblioteki na potrzeby własnych badań.

## Misja
Szczególną misją Papieskiego Instytutu Wschodniego jako szkoły wyższej jest służba Kościołom wschodnim. Mianowicie pomaga on Kościołom na Wschodzie poznawać „ogromne bogactwa, które … przechowują w skarbnicach swych tradycji” (Jan Paweł II, Orientale Lumen 4); stara się jednocześnie zapoznać łaciński Zachód z tą ciągle tak mało znaną tradycją Kościoła. Orientale realizuję tę misję poprzez studia, nauczanie i publikacje dotyczące tradycji Kościołów Wschodnich w zakresie teologii, liturgii, patrystyki, historii, prawa kanonicznego, literatury i języków, duchowości, archeologii i kwestii ekumenicznych a także kwestii społecznych i polityki.
Celem Orientale jest kształcenie studentów mających już pierwszy stopień naukowy, niezależnie od ich tożsamości religijnej – łacińskiej czy wschodniej, katolickiej, prawosławnej lub innej. Mają oni pogłębiać swoją wiedzę na temat chrześcijańskiego Wschodu w tym co dotyczy jego Kościołów, teologii, duchowości, liturgii, prawa, historii i kultury. Studenci pochodzą głównie z krajów i Kościołów wschodnich, mianowicie z Bliskiego Wschodu, z Europy Środkowej i Wschodniej, z Afryki (Egipt, Etiopia i Erytrea) oraz Azji (Mezopotamia; Kerala w Indiach); nie brakuje także studentów zainteresowanych poznawaniem chrześcijańskiego Wschodu z pozostałej części Europy i z obu Ameryk. Zjawisko migracji i fala uchodźców z niektórych krajów sprawia, że wielu studentów wschodnich dziś pochodzi ze społeczności diaspory.

## Historia

### Pierwsze lata
Pierwsza tymczasowa siedziba Orientale znajdowała się w bezpośrednim sąsiedztwie Watykanu, w nieistniejącym już dziś pałacu dei Convertendi przy placu Scossacavalli, który później musiał ustąpić miejsca dzisiejszej Via della Conciliazione. Instytut został na krótko przeniesiony do obecnej siedziby Papieskiego Instytutu Biblijnego przy Via della Pilotta, 25, by w  1926 r. osiąść na stałe przy Piazza di Santa Maria Maggiore 7. Przy tym samym placy znajduje się starożytna bazylika Najświętszej Marii Panny, która nieustannie przypomina o wschodnich korzeniach chrześcijaństwa. Słynne mozaiki wykonano za czasów papieża Sykstusa III (432-440) w związku z trzecim soborem ekumenicznym w Efezie (431). Sobór podkreślając jedność osoby Jezus Chrystus, potwierdził także tytuł Maryji, jego Matka, jako Matki Bożej, czyli Theotokos, jak ją nazywają Grecy. Ponadto, bazylika szczyci się obecnością relikwii żłóbka Pańskiego, stąd od VII w. nosi ona liturgiczny tytuł ad Praesepe, „przy żłóbku”. Tutaj także ok. 860 r. święci Cyryl i Metody, apostołowie Słowian, złożyli swoje księgi liturgiczne, co miało znaczyć, że po aprobacie papieża, można będzie sprawować liturgię w językach słowiańskich. W bocznej uliczce naprzeciwko Orientale znajduje się Bazylika św. Praksedy z jej karolińskimi mozaikami poświadczającymi o odrzuceniu przez papieża Paschalisa I ikonoklazmu, który wstrząsnął chrześcijańskim Wschodem w czasach budowy tej bazyliki (817). W pobliżu znajduje się także marmurowa płyta przypominająca, że w 869 r. zmarł tam św. Cyryl, brat św. Metodego. W ramach tej samej zabudowy, w której mieści się Orientale, znajduje się kościół św. Antoniego W., szczególnie czczonego na Wschodzie. Jest on popularny także w Rzymie, gdzie ludzie wciąż pamiętają czasy, gdy błogosławiono zwierzęta w tym właśnie kościele. Od kiedy papież Pius XI (1921-1939) utworzył Papieskie Kolegium Rosyjskie, znane jako Russicum (1929), kościołem św. Antoniego opiekują się jezuici mieszkający w kolegium.

### Pierwsze 100 lat

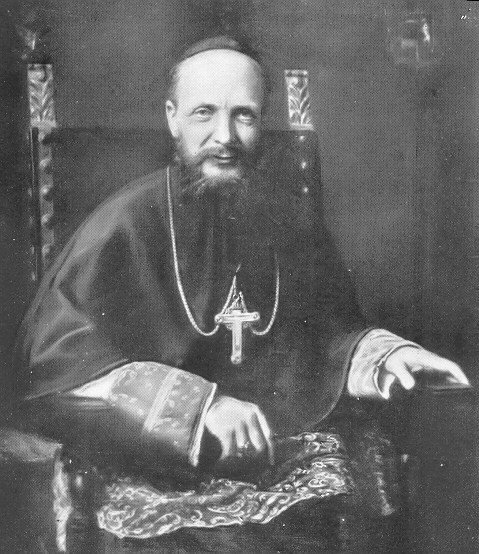
Mgr Michel d'Herbigny, biskup i rektor Papieskiego Instytutu Orientalnego (Rzym)

Orientale zostało utworzone jako bliźniacza instytucja dla Kongregacji ds. Kościoła Wschodniego (w 1967 r. nazwa została zmieniona na Kongregację ds. Kościołów Wschodnich). Bez powiązania z tym ważnym organem Stolicy Apostolskiej niemożliwe byłoby uchwycenie prawdziwego celu i misji Orientale.
W pewnym sensie utworzenie Orientale było odpowiedzią na tak zwaną „kwestię wschodnią”. Po zwycięstwie carskiej Rosji nad Turkami (traktat z Küçük Kaynarca, 1774), a jeszcze bardziej odkąd Napoleon postawił stopę w Egipcie (1798), zaczęto stawiać pytanie o przyszłość milionów chrześcijan żyjących pod panowaniem Imperium Osmańskiego. Pytanie to powróciło z całą mocą w czasie Kongresu Eucharystycznego w Jerozolimie w 1893 r., kiedy to patriarchowie wschodnio-katoliccy przedstawili skargę swoich wspólnot legatowi papieskiemu kard. Benoit Langenieux, który następnie przekazał je papieżowi. Leon XIII zwołał zgromadzenie patriarchów katolickich Kościołów wschodnich (1894), którego owocem był list apostolski Orientalium dignitas, zywany niekiedy Wielką Kartą praw katolików wschodnich.
Po upadku Imperium Rosyjskiego w 1917 r. i w obliczu nieuchronnie zbliżającego się kresu Imperium Osmańskiego, papież Benedykt XV ponowił działania. Na mocy motu proprio Providentis Dei (1 maja 1917) powstała najpierw Kongregacja Kościoła Wschodniego. Funkcję prefekta nowej Kongregacji papież zarezerwował dla siebie, zarazem powierzając jej kierownictwo w randze sekretarza jednemu z kardynałów (patrz kanon 257 Kodeksu Prawa Kanonicznego z 1917 roku). Z kolei motu proprio Orientis catholici (15 października 1917)  dało początek Papieskiemu Instytutowi Wschodniemu, który już po trzech latach, na mocy breve Quod nobis in condendo, otrzymał prawo do nadawania stopni naukowych (25 września 1920). Od samego początku papież nalegał, aby utworzyć bogato wyposażoną bibliotekę specjalistyczną do studiów i badań naukowych w zakresie chrześcijaństwa wschodniego.

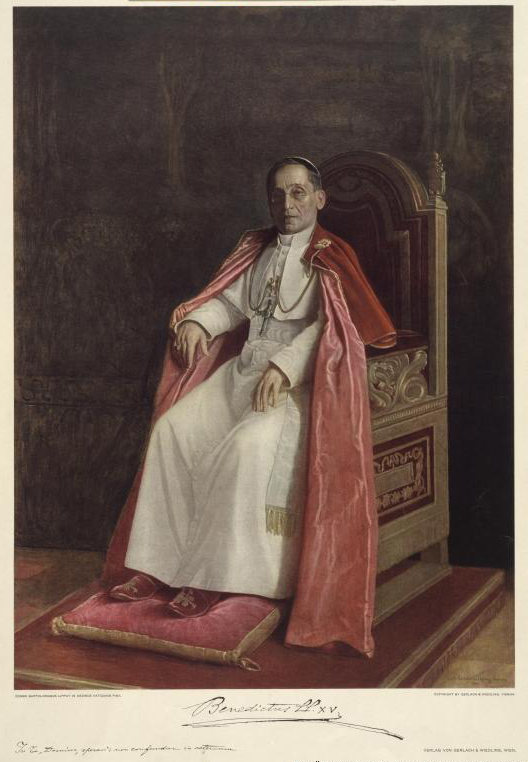
Papież Benedykt XV

W pierwszym okresie władze i profesorzy Orientale rekrutowali się z różnych zakonów oraz osób świeckich. Byli to zatem: Antoine Delpuch ze zgromadzenia Ojców Białych (1868-1936), który pełnił funkcję prezydenta Orientale w pierwszym roku funkcjonowania Instytutu (1918-1919); dwóch benedyktynów, w tym późniejszy kard. Alfred Ildefons Schuster OSB; trzech asumpcjonistów, w tym Martin Jugie (1878-1954), profesor Orientale tylko przez kilka pierwszych lat, który jednak zdołał napisać monumentalną syntezę historii teologii wschodniej; jeden dominikanin; jeden mechitarysta; czterech jezuitów, w tym słynny archeolog Guillaume de Jerphanion (1877-1948); ponadto dwóch Rosjan, jeden Grek, jeden Etiopczyka; oraz trzy osoby świeckie, w tym wybitny filolog i historyk Michelangelo Guidi (1886-1946).
Papież Pius XI wkrótce po swojej elekcji uznał, że zarówno kierowanie działalnością naukową, jak i sprawowanie władzy nad Orientale, powinien objąć jeden tylko zakon. Jego wybór padł na Towarzystwo Jezusowe, i we wrześniu 1922 r. papież oficjalnie powierzył tę misję generałowi jezuitów Włodzimierzowi Ledóchowskiemu SJ (1866-1942). Stało się tak za namową opata klasztoru św. Pawła za Murami i późniejszego arcybiskupa Mediolanu, kard. Schustera OSB, który w tym okresie był pierwszym pełnym prezydentem Orientale. Po nim funkcję tę objął Michel d’Herbigny SJ (1880-1957), który przez swoje studia, liczne publikacje i zaangażowanie w kwestię misji rosyjskiej nadał Instytutowi nowy rozmach; za jego czasów (1922-1931) Papieski Instytut Wschodni przeprowadził się do nowej siedziby przy Piazza di Santa Maria Maggiore. Następnym prezydentami Orientale byli: Emil Hermann SJ (1932-1951), uznany kanonista niemiecki, który rozważnie kierował Instytutem w trudnym okresie II wojny światowej; Ignacio Ortiz de Urbina SJ (1951-1957), wybitny patrolog baskijskiego pochodzenia; Alphonse Raes SJ (1957-1962), inny znakomity znawca literatury syryjskiej, który następnie został prefektem Biblioteki Watykańskiej; Joseph Gill SJ (1962-1963), wybitny znawca Soboru  Florenckiego (1438-1445) i redaktor naczelny wydania akt tego zgromadzenia; w trakcie ponownej prezydencji J. Gilla (1964-1967), zwierzchnik uczelni zaczyna nosić tytuł rektora (1965); rektorem był zatem Ivan Žužek SJ (1967-1972), późniejszy sekretarz Papieskiej komisji ds. rewizji  wschodniego prawa kanonicznego; Georges Dejaifve SJ (1972-1976), znany ekumenista; Eduard Huber SJ (1976–1981), były dyrektor Centrum Studiów Rosyjskich w Meudon pod Paryżem; Peter-Hans Kolvenbach SJ (1981-1983), który po krótkim okresie został przełożonym generalnym Towarzystwa Jezusowego na następne ćwierć wieku (1983-2008); Gilles Pelland SJ (1984-1986), który wkrótce został rektorem Papieskiego Uniwersytetu Gregoriańskiego; Gino Piovesana SJ (1986-1990), dawny rektor Sophia Univerity w Tokio i znawca filozofii rosyjskiej; Clarence Gallagher SJ (1990-1995), specjalista od prawa kanonicznego, który jednocześnie pełnił funkcję rektora i dziekana; w latach 1995-1998 funkcję rektora ponownie sprawował Gilles Pelland SJ; po nim przez dziewięć lat rektorem Orientale był Hèctor Vall Vilardell (1998-2007); Cyril Vasil SJ (2007-2009) po dwóch latach na urzędzie rektorskim został sekretarzem Kongregacji do spraw Kościołów Wschodnich; Sunny Kokkaravalayil SJ przez rok był prorektorem uczelni (2009-2010); James McCann SJ (2010-2015) po odejściu ze stanowiska został Starszym Wiceprezydentem Gregorian Foundation w Nowym Jorku; w okresie urzędowania Davida Nazara SJ (2015-), rozpoczęła się restrukturyzacja siedziby Instytutu; połączono także wspólnoty jezuitów Orientale i sąsiadującego z nim Papieskiego Kolegium Rosyjskiego, popularnie zwanego Russicum.
Stuletnią historię rzymskiego Orientale (1917-2017) można zatem podzielić na następujące fazy: w pierwszym jedenastoletnim okresie Orientale starało się skonsolidować i zyskać uznanie, co też przyniosła encyklika Piusa XI dedykowana Orientale, Rerum orientalium (1928). Potem nastąpił trzydziestoletni okres, trwający niemal do Soboru Watykańskiego II (1928-1958), w którym pojawiły się pierwsze owoce dzieła Instytutu, położone zostały też fundamenty pod nowe prace. W trzydziestoletnim okresie po Vaticanum II następuje wyraźny wzrost zainteresowania chrześcijańskim Wschodem. Wraz z upadkiem żelaznej kurtyny w 1989 r. rozpoczął się nowy rozdział Orientale, związany z pojawieniem się na uczelni wielu nowych studentów i naukowców z krajów Europy Środkowej i Wschodniej.

### XXI wiek
Zgodnie z nowoczesnymi standardami placówek badawczych i akademickich biblioteka Orientale została wyposażona w klimatyzację, wysokiej klasy oświetlenie LED i nowoczesny system audio-wizualny; rozpoczął się także proces digitalizacji jej zasobów. Z okazji stulecia Orientale (1917-2017) Instytut odwiedził papież Franciszek (12 października 2017). Jego hojna darowizna umożliwiła częściową restrukturyzację powiększonego teraz Orientale, zmierzającą do zapewnienia nowoczesnych biur dla profesorów, odpowiednich sal wykładowych i pomieszczeń studenckich. Orientale korzysta z nowoczesnej techniki komputerowej, elektronicznych baz danych i szybkiego Internetu, który daje możliwość prowadzenia kursów i konferencji online. Trwają prace nad modernizacją oświetlenia i akustyki w niektórych salach wykładowych, tak aby spełniały one nowoczesne normy dydaktyki i obsługi multimedialnej.

## Biblioteka

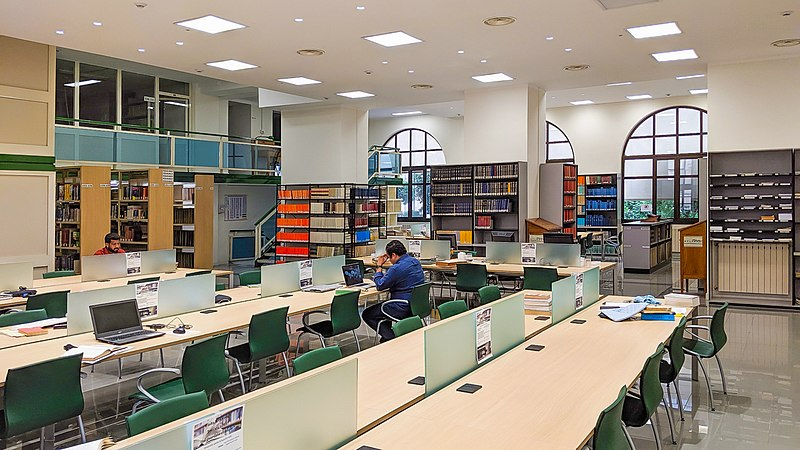
Studenci pracujący w bibliotece

Biblioteka Papieskiego Instytutu Wschodniego jest bez wątpienia największym skarbem Orientale. Jej zbiory liczą około 200 tys. tomów i około tysiąca tytułów czasopism, z czego około 450 w aktualnej prenumeracie. Jest to bez wątpienia jedna z najlepiej wyposażonych bibliotek dotyczących chrześcijańskiego Wschodu na świecie. Wiele książek zakazanych we wczesnych latach Związku Radzieckiego, zostało zakupionych dla biblioteki Orientale, tak, że tylko ona posiada na przykład pełną kolekcję Prawdy włącznie z numerami ocenzurowanymi przez sowietów. Przestrzeń biblioteki została znacznie powiększona po wizycie Jana Pawła II na Orientale w 1987 r. Wileka aula, będąca jednocześnie salą konferencyjną Instytutu i magazynem głównym Biblioteki, została odnowiona na obchody stulecia w 2017 r.

## Działalność akademicka

### Wydziały i języki
Papieski Instytut Wschodni posiada dwa wydziały, jeden dla wschodnich nauk kościelnych, drugi dla wschodniego prawa kanonicznego. Początkowo uczenia stanowiła jeden tylko wydział, który realizował program nakreślony już w konstytucji założycielskiej Benedykta XV (1917), obejmujący teologię wraz z duchowością, patrystykę, liturgię i prawo kanoniczne, a także archeologię i nauki pomocnicze. W działalności dydaktycznej Orientale szczególną rolę odgrywa nauczanie języków. Oprócz włoskiego, który jest głównym językiem dydaktycznym, naucza się tu starożytnego języka greckiego, syryjskiego, staro-cerkiewno-słowiańskiego i rosyjskiego, a także ormiańskiego, koptyjskiego, etiopskiego i gruzińskiego. W ostatnich latach dodano również kursy współczesnej greki z możliwością uzyskania państwowego dyplomu oraz rumuńskiego. Studenci wydziału prawa kanonicznego zobowiązani są do nauki łaciny. Intensywny program nauczania języka włoskiego stanowi oś roku propedeutycznego.
W 1971 roku z Wydział Wschodnich Nauk Kościelnych wyodrębniono Wydział Wschodniego Prawa Kanonicznego, nadając mu samodzielną strukturę. Stało się tak w związku z pracami nad rewizją wschodniego prawa kanonicznego i odpowiedniego kodeksu. Sekretarzem komisji zajmującej się tą kwestią był Ivan Žužek SJ (1924-2004). Orientale wraz ze swymi profesorami prawa kanonicznego nadal służy jako główne centrum opracowywania i interpretacji Kodeksu, który jest używany na całym świecie zarówno przez katolickie jak i prawosławne kościoły Wschodu.

### Publikacje
Oprócz studiów licencjackich i doktoranckich, Orientale słynie także ze swoich publikacji. W 1923 roku pojawiła się pierwsze numery Orientalia Christiana. W 1934 roku seria została podzielona na dwie kolekcje: Orientalia Christiana Analecta publikującą opracowania monograficzne oraz Orientalia Chrisitana Periodica dla publikacji artykułów i recenzji książek. Po promulgacji Kodeksu Kanonów Kościołów Wschodnich (CCEO) w październiku 1990 roku, postanowiono utworzyć nową serię monograficzną dla studiów prawnych; pierwszy numer w serii Kanonika ukazał się w roku 1992. Seria Anaphorae Orientales dla publikacji tekstów liturgicznych powstała w 1939 r. z inicjatywy A. Raesa SJ; jej kontynuacją zajmował się znany liturgista, Robert Taft SJ. Kiedy William Macomber, jeszcze jako profesor Orientale, publikował najstarszy znany tekst syryjskiej Anafory Addaja i Mariego (1966), nie mógł przewidzieć, jak bardzo pomoże to Kongregacji Nauki Wiary w potwierdzeniu ortodoksyjności i ważności tej anafory bez wyraźnych słów konsekracji (2001).

## Znaczące osiągnięcia

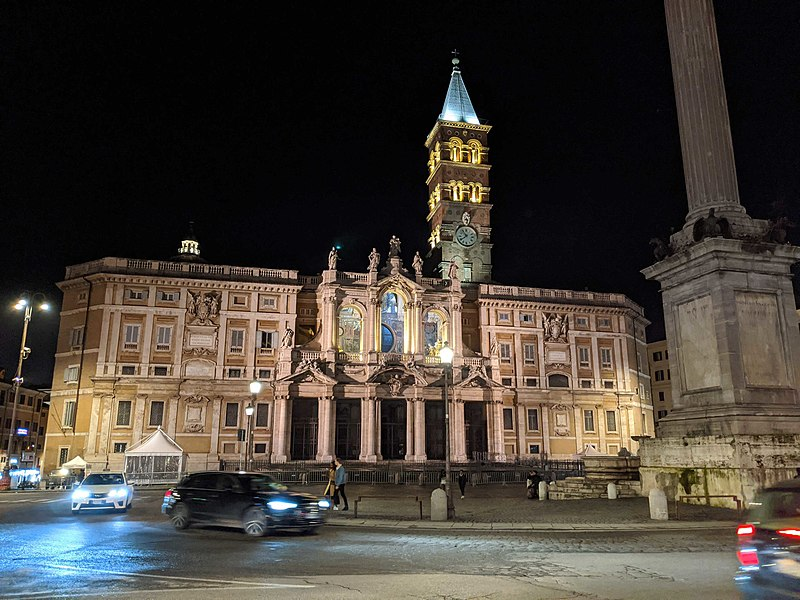
Papieska bazylika Najświętszej Marii Panny, która dzieli plac z Papieskim Instytutem Orientalnym

Szczególną zasługą profesorów Orientale było opracowanie Kodeksu Kanonów Kościołów Wschodnich. Stało się to ogromnym wydarzeniem w życiu katolików wschodnich, oznaczało bowiem wprowadzenie po raz pierwszy w historii Kościoła jednego integralnego systemu prawnego, umożliwiającego jednocześnie każdemu Kościołowi sui iuris na dalsze rozwój własnego prawodawstwo. innym ważnym wkładem profesorów Orientale była edycja krytyczna dokumentów Soboru Florenckiego (1438–1445), co z kolei pomogło papieżowi Piusowi XII w podjęciu decyzji o oczyszczeniu ormiańskiego obrządku katolickiego z naleciałości form łacińskich (1947). Wśród innych prac naukowych godnych szczególnej uwagi znajdują się najlepsze jak dotąd studium liturgii św. Jana Chryzostoma w 6 tomach; Słownik encyklopedyczny chrześcijańskiego wschodu; tłumaczenia rękopisów syryjskich z IX-XIII wieku opatrzone obszernym komentarzem; siedmiotomowe wydanie watykańskich dokumentów archiwalnych dotyczących kwestii ormiańskiej (1894–1925); podobne wydanie na temat kwestii chaldejsko-asyryjskiej (1908–1938); katalog 175 rękopisów etiopskich z repertorium zawartych tekstów; szczegółowe archeologiczne opracowanie mozaik, fresków i architektury wczesnego kościoła w Azji Mniejszej; i tak dalej.

## Wybitni profesorowie
Guillaume Jerphanion SJ, zasłynął dzięki pracom archeologicznym i studium historii kościołów skalnych w Kapadocji. Marcel Viller SJ, najpierw profesor patrologii na Orientale a następnie współinicjator wydania monumentalnego słownika duchowości, Dictionnaire de Spiritualité. Kardynał Tomáš Špidlík SJ, znany wykładowca teologii duchowości rosyjskiej. Irenée Hausherr SJ, stworzył podwaliny pod nowoczesne studia nad duchowością Wschodu. Juan Mateos SJ, wybitny znawca liturgii wschodniej, porównywany do samego Antona Baumstarka (1872–1948). Kontynuatorami jego szkoły liturgiki porównawczej byli Robert Taft SJ i Gabriele Winkler. Georg Hofmann SJ, historyk Kościoła, przyczynił się do wydania akt Soboru Florenckiego. Miguel Arranz SJ, wybitny znawca liturgii słowiańskiej. Samir Khalil Samir SJ, zasłużony dla badań nad arabską literaturą chrześcijańską i studiami nad islamem. Gustav Wetter SJ, światowy autorytet w dziedzinie badań nad marksizmu. Placid J. Podipara CMI, wybitny ekspert od chrześcijan św. Tomasza. Marek Starowieyski, polski patrolog i znawca apokryfów.

## Znani absolwenci
- Bartłomiej I (właśc. Dimitrios Archondonis, ur. 1940), obecny patriarcha Konstantynopola, studiował na Orientale w latach 1963–1968; swoją pracę doktorską napisał pod kierunkiem Ivana Žužka SJ[28].
- Gregorios III Laham (ur. 1933), kardynał i emerytowany patriarcha katolicki Antiochii.
- Josef Slipyj (1893-1984), kardynał, pierwszy arcybiskup większy Kościoła greckokatolickiego na Ukrainie.
- Paul II Cheikho (1906-1989), patriarcha Babilonu, zwierzchnik Chaldejskiego Kościoła Katolickiego.
- Raphael I Bidawid (1922-2003), patriarcha Babilonu, zwierzchnik Chaldejskiego Kościoła Katolickiego.
- Ignatius Antony II Hayyek (1910-2007), syryjskokatolicki patriarcha Antiochii.
- Paul Pierre Méouchi (1894-1975), maronicki patriarcha Antiochii.
- Stephanos I Sidarouss (1904-1987), patriarcha Aleksandrii, kardynał i zwierzchnik Koptyjskiego Kościoła Katolickiego.
- Swiatosław Szewczuk (ur. 1970) arcybiskup, aktualny zwierzchnik Ukraińskiego Kościoła Greckokatolickiego.

Inni kardynałowie związani z Orientale:
- Alfred Ildefons Schuster OSB (1880-1954), pierwszy prezydent Orientale i profesor liturgiki.
- Gregorio Pietro Agaganian (1895-1971), patriarcha Cylicji, zwierzchnik Ormiańskiego Kościoła Katolickiego.
- Franz König (1905-2004), arcybiskup Wiednia i założyciel fundacji Pro Oriente.
- Franz Ehrle SJ (1845/1934), dawny profesor na Orientale.
- Władysław Rubin (1917-1990), prefekt Kongregacji ds. Kościołów Wschodnich (1980-1985).
- Eugène Tisserant (1884-1972), sekretarz Kongregacji ds. Kościołów Wschodnich i dziekan Kolegium Kardynalskiego[29].
- Aloys Grillmeier SJ (1910-1998), wybitny teolog i znawca literatury patrystycznej.
- Tomáš Špidlík SJ (1919-2010), uznany wykładowca i znawca duchowości Kościołów wschodnich.
- Josef Tomko (ur. 1924), emerytowany prefekt Kongregacji ds. Ewangelizacji Narodów.

Listę znanych studentów otwiera błogosławiony Eugeniusz Basiłkow (1900-1952), biskup Nikopolis w Bułgarii i męczennik, który na Orientale obronił pracę doktorską na temat unii kościelnej zawartej przez Bułgarię ze Stolicą Apostolską w XIII w. W kwietniu 2013 r. w Aleppo w Syrii porwanych zostało dwóch biskupów absolwentów Orientale, mianowicie greckoprawosławny biskup Aleppo Paul Yazigi (ur. 1959) i syryjskoprawosławny biskup Aleppo Gregorius Yohanna Ibrahim (ur. 1948). Ich losy pozostają nieznane. Do grona absolwentów należą ponadto: Engelbert Kirschbaum SJ (1902-1970), archeolog i wykładowca w Rzymie i Frankfurcie; Robert Murray SJ (1925-2018), syrolog, historyk Kościoła i znawca Tolkiena; Alessandro Bausani (1921-1988), arabista i islamolog; Hans-Joachim Schultz (ur. 1932), znawca liturgii bizantyńskiej; Lambert Beauduin OSB (1873-1960), założyciel klasztoru w Chevetogne; René Vouillaume (1905-2003), teolog i założyciel zgromadzenia Małych Braci od Jezusa. Studentem Orientale był również Yves de Montcheiul, SJ (1900-1944), obiecujący teolog, zamordowany przez niemieckich nazistów podczas II wojny światowej. Spośród Polaków, na Orientale w 1980 r. doktorat w zakresie wschodniego prawa kanonicznego obronił abp Leszek Sławoj Głódź (ur. 1945). Wykładowcą prawa w Instytucie był także bp Krzysztof Nitkiewicz (ur. 1960), wówczas podsekretarz w Kongregacji ds. Kościołów Wschodnich.